# Гимназия Т. Н. Якубович

Мемориальная доска «Гимназия Якубович».

Гимназия Т. Н. Якубович — частное женское учебное заведение в Симбирске, существовавшая в 1898—1918 годах. С 1990 года — здание гимназии является памятником градостроительства и архитектуры регионального значения.

## История
10 (22) октября 1898 года, при поддержке отца Николая Андреевича Якубовича, Таисия Николаевна Якубович открыла частную женскую гимназию. В первое время учениц было не много и занимались они в квартире Якубович при Симбирском кадетском корпусе. Однако популярность нового учебного заведения быстро росла и тогда и был арендован доходный дом А. В. Прянишникова.
Сначала училище было двухгодичным 3-го разряда, но затем, с 1901 года, стало четырёхклассным 2-го разряда, а в 1903 году — это шестиклассная прогимназия, а в 1904 / 05 учебном году, с разрешения Министерства народного просвещения, она стала восьмиклассной с официальным названием «Симбирская женская гимназия, учреждённая Т. Н. Якубович». Гимназия была всесословной, в ней обучались девочки, как из дворянских семей, так и из купеческих, мещанских и крестьянских.

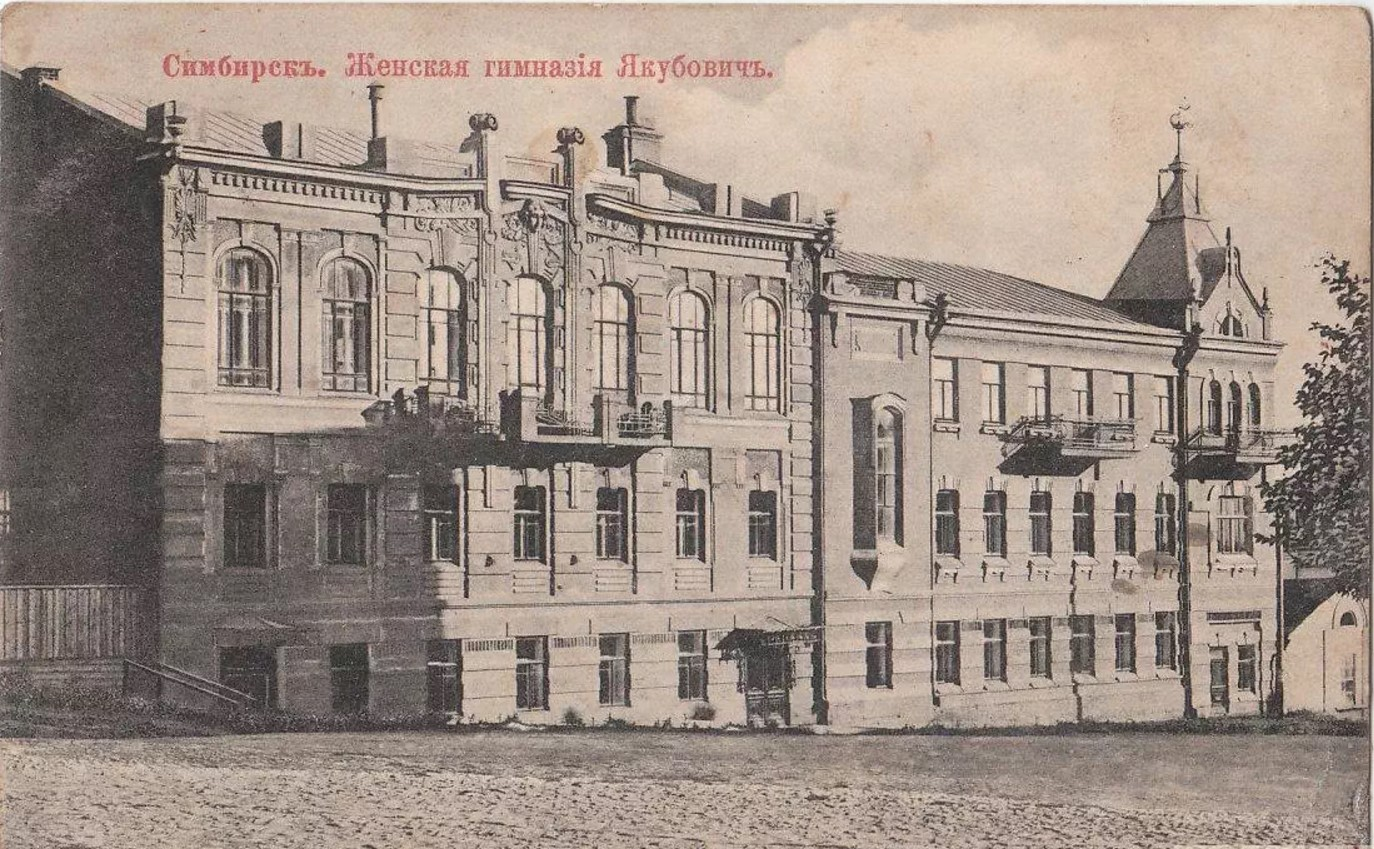
Гимназия Якубович, открытка 1900—1917 г.

Обучение в гимназии было платным. Для учениц из семей скромного достатка учреждались стипендии. Также средствами и связями помогали благотворители — дворяне и купцы.
К работе в гимназии привлекались лучшие учителя Симбирска, в том числе и преподаватели кадетского корпуса. До самой своей кончины в 1914 году Николай Андреевич Якубович входил в попечительский совет и не оставлял своим вниманием гимназию дочери, помогая совершенствовать учебный процесс.
Девочки изучали: русский язык, арифметику, алгебру, геометрию, физику, естествоведение, Закон Божий, французский и немецкий языки, чистописание, рисование, пение, танцы, рукоделие. В восьмом, педагогическом, классе вводилась методика преподавания. Выпускницы гимназии Т. Н. Якубович получали свидетельства о специальном образовании, имели право преподавать и поступать на высшие женские курсы в России и за рубежом.
Гимназистки участвовали в общественной жизни Симбирска: в праздничных событиях в честь юбилея Гончарова, 100-летия Отечественной войны 1812—14 годов, проводили благотворительные сборы средств, а в годы Первой мировой войны в гимназии был устроен лазарет, где за больными и ранеными ухаживали классные дамы и старшие гимназистки.
В 1918 / 19 учебном году гимназия была реформирована и переименована в 5-ю Советскую школу 1-й ступени. В 1920—30-х годах в здании располагалась 1-я Ульяновская пролетарская школа 2-й ступени имени К. Маркса (ныне Гимназия № 1). Во второй половине 1940-х гг. здание было передано исполнительному комитету Ленинского района города и Ульяновскому областному комитету народного контроля.

## Руководство
Гимназия находилась в ведении Симбирской дирекции народных училищ и Министерства народного просвещения. Работу контролировали Педагогический совет, возглавляемый директором мужской классической гимназии, и Попечительский совет. Состав Попечительского совета: до 1915 г. его возглавлял губернский предводитель дворянства В. Н. Поливанов; в Совет входили директор народных училищ губернии И. В. Ишерский, городской голова Л. И. Афанасьев, уездный предводитель дворянства М. Н. Зимнинский, князь А. Н. Ухтомский, Е, М. Перси-Френч; купцы П. А. и Н. П. Пастуховы, Н. С. Зеленков и др. Бессменным членом Попечительского совета был Николай Андреевич Якубович, внёсший большой вклад в создание и развитие гимназии.

## Преподаватели
- В 1909 году, по предложению Попечителя Казанского Учебного Округа, допущен к исполнению обязанностей учителя чистописания до конца 1909—1911 годов, исполнял обязанности письмоводителя при женской гимназии учреждённой Т. Н. Якубовичем протоиерей Иоанн Павлович Ахматов[5].
- В 1913 году преподавал рисование Архангельский Дмитрий Иванович[6].
- В 1915 году законоучителем в женской гимназии был Садовский Владимир Петрович.

## Современность
Внешний вид здания сохранился без особых изменений, утрачены балконы. В настоящее время в здании располагается администрация Ленинского района г. Ульяновска. Решением Исполнительного комитета Ульяновского областного Совета народных депутатов «О мерах по улучшению работы по охране памятников истории и культуры в Ульяновской области» № 79 от 12.02.1990 года, здание «Гимназии Якубович» признано памятником градостроительства и архитектуры.